# SLIP
El protocol SLIP (Serial Line Internet Protocol) és un estàndard de transmissió de datagrames IP per a línies sèrie, però que ha quedat bastant obsolet.
Va ser dissenyat per treballar a través de port sèrie i connexió de mòdem. La seva especificació es troba en el document RFC 1055.
En els PCs, SLIP s'ha substituït pel PPP (Point-to-Point Protocol) el disseny és superior, té més i millors característiques i no requereix la configuració de l'adreça IP abans d'establir la connexió. No obstant això, en microcontroladors, se segueix utilitzant el mode d'encapsulació SLIP per paquets IP, ja que usa la mida més reduïda.

## Descripció
Aquest  protocol funciona en una gran varietat de xarxes com Ethernet (802.3), token ring (802.5), xarxes d'àrea local (Lan), línies X-25, per a connexions punt a punt sota connexions TCP/IP, o d'accés remot que solien utilitzar servidors Unix.
SLIP requereix una configuració de port de 8 bits de dades, sense paritat i accepta qualsevol dels controls de flux per maquinari d'EIA (Electronic Industries Alliance). Una versió de SLIP amb compressió de capçaleres és CSLIP (Compressed SLIP). Va ser desenvolupada per Van Jacobson i la seva funcionalitat consisteix a reduir la capçalera típica de 40 bytes a 3 o 5 bytes, ajudant-se del fet que molts dels camps de la comunicació per Bluetooth entre ordinadors.

## Història
SLIP té els seus orígens en la implementació 3 COM UNET TCP/IP i va ser dissenyat el 1984 per Rick Adams. SLIP és simplement una definició d'una sèrie de caràcters, per portar paquets IP en una línia sèrie. En ser un  protocol de molt fàcil implementació no proporciona ni l'adreçament, ni identificació de tipus de paquet, ni detecció / correcció d'errors ni mecanismes de compressió. Ja en 1984 era possible la connexió de forma senzilla d'host i encaminadors (routers) mitjançant línies sèrie. SLIP es pot emprar en línies amb velocitats entre 1200 bps i 19.2 Kbps. Les configuracions de SLIP més comuns seran: host-host, host-router i el router-router.

## Format
SLIP modifica cada datagrama IP afegint-li un caràcter especial C0 o "SLIP END" que permet distingir entre diferents datagrames. Per prevenir soroll de línia s'acostuma a enviar un al principi també, de manera que es doni per acabada qualsevol tipus de connexió errònia anterior.
Si el caràcter C0 es presenta en el contingut del datagrama, s'utilitza la seqüència de dos bytes DB, DC. El caràcter DB és el caràcter d'escapament de SLIP (diferent del valor ASCII d'ESC-1B -).
Si en el contingut es presenta el caràcter d'escapament, es reemplaça per la seqüència DB, DD.

## Tipus
SLIP dinàmic: Quan s'usa SLIP per connectar-se a Internet, el servidor del proveïdor d'accés a Internet, identifica l'ordinador proporcionant-li una adreça IP (per exemple 150.214.110.8). Mitjançant SLIP dinàmic, aquesta adreça és assignada dinàmicament pel servidor d'entre un conjunt d'adreces. Aquesta adreça és temporal, i dura el que duri la connexió.
SLIP estàtic: Quan s'usa SLIP estàtic, el servidor del proveïdor d'accés a Internet assigna una adreça permanent a l'ordinador per al seu ús en totes les sessions.

## Deficiències
SLIP és un protocol molt simple que va ser dissenyat i presenta els següents inconvenients:
- Encaminament: Per a l'encaminament, els dos hosts necessiten conèixer per endavant l'adreça IP de l'altre extrem. A més SLIP no proporciona mecanismes als hosts per a comunicar aquestes adreces IP.

- Identificació de tipus: El protocol SLIP no posseeix identificador de tipus, pel que solament pot emprar un sol protocol simultàniament resultant d'aquesta forma un inconvenient per a les actuals màquines multiprotocol.

- Detecció i correcció d'errors: A causa del soroll existent en línies telefòniques es produeixen errors a l'hora de transmetre paquets a causa de la baixa velocitat d'aquestes línies és molt elevat el cost de reenviament. S'ha de tenir en compte que la detecció d'errors no és estrictament necessària a causa que el protocol IP detecta els paquets erronis. De totes maneres, seria recomanable que SLIP tingués un sistema de detecció i correcció d'errors per si mateix.

- Compressió: Seria recomanable la presència d'algun mecanisme de compressió per reduir el temps necessari de transmissió d'un paquet provocat per la baixa velocitat de la línia. La compressió pot emprar-se en les capçaleres TCP i IP, ja que tenen una alta redundància enviant només els canvis que es produeixen entre les successives transmissions.

S'està treballant en un successor de SLIP que supleixi aquestes deficiències. La implementació d'SLIP en llenguatge d'alt nivell és senzilla. Per a més informació sobre SLIP consultar a la RFC 1055.

## SLIP vs. PPP
El protocol SLIP compleix la mateixa funció que PPP, però es tracta d'un protocol molt més antiquat.
| SLIP                                         | PPP                                                   |
| -------------------------------------------- | ----------------------------------------------------- |
| Fàcil d'implementar.                         | Més complex.                                          |
| Afegeix molt pocs bytes d'overhead.          | Major overhead.                                       |
| Utilitzat per moltes aplicacions.            | El seu ús està en creixement.                         |
| Efectua compressió d'overhead (CSLIP).       | Pot configurar perquè utilitzi compressió d'overhead. |
| No estàndard.                                | Estàndard.                                            |
| No s'efectua detecció ni correcció d'errors. | Suma de verificació (CRC) a cada marc.                |
| Només reconeix IP.                           | Múltiples protocols.                                  |
| Cal conèixer la IP de cada extrem.           | Permet l'assignació dinàmica d'IP.                    |
| No fiable.                                   | Transmissió fiable opcional.                          |
| Estàtic.                                     | Configurable mitjançant LCP.                          |